# Coenosia compressa
Coenosia compressa är en tvåvingeart som beskrevs av Stein 1904. Coenosia compressa ingår i släktet Coenosia och familjen husflugor. Inga underarter finns listade i Catalogue of Life.